# Rede de Vigilância Espacial dos Estados Unidos
A Rede de Vigilância Espacial dos Estados Unidos (em inglês: The United States Space Surveillance Network) detecta, rastreia, cataloga e identifica objetos artificiais que orbitam a Terra, por exemplo, satélites ativos/inativos, corpos de foguetes gastos ou fragmentos. O sistema é de responsabilidade do Comando Espacial dos Estados Unidos e operado pela Força Espacial dos Estados Unidos.
A vigilância espacial realiza o seguinte: 
- Prevê quando e onde um objeto espacial em decomposição irá reentrar na atmosfera da Terra;
- Impedir que um objeto espacial retornando, que ao radar pareça um míssil, dispare um alarme falso em sensores de alerta de ataque de mísseis dos EUA e de outros países;
- Traça a posição atual dos objetos espaciais e trace seus caminhos orbitais previstos;
- Detecta novos objetos artificiais no espaço;
- Mapeie corretamente os objetos que viajam na órbita da Terra;
- Produz um catálogo em execução de objetos espaciais artificiais;
- Determina a propriedade de um objeto de reentrada no espaço;
- Informe a NASA se objetos ou não pode interferir com a Estação Espacial Internacional ou órbitas de satélites.[1][2][3]

O programa SPACETRACK representa uma Rede de Vigilância Espacial (SSN) mundial de sensores eletro-ópticos, de radiofrequência passiva (RF) e radares dedicados, colaterais e contribuintes. O SSN é encarregado para fornecer catalogação e identificação de objetos espaciais, aviso de ataque por satélite, notificação oportuna às forças dos EUA de sobrevoo de satélite, monitoramento de tratado espacial e inteligência científica e técnica reunião. O aumento contínuo das populações de detritos orbitais e de satélites, bem como a crescente diversidade nas trajetórias de lançamento, órbitas não padronizadas e altitudes geossíncronas, exige a modernização contínua do SSN para atender aos requisitos existentes e futuros e garantir sua capacidade de suporte econômica.